# Pla Estratègic de Renovació i Millora del Sistema Educatiu Andorrà
El Pla Estratègic de Renovació i Millora del Sistema Educatiu Andorrà, el PERMSEA, neix, el curs 2010-2011, per donar un nou enfocament pedagògic al Sistema Educatiu Andorrà (SEA), i atribueix un paper rellevant al desenvolupament de les competències i a la capacitat d'actuar eficaçment en situacions reals diverses i complexes gràcies als coneixements, habilitats i experiència adquirits, la qual cosa transforma els processos d'ensenyament, aprenentatge i avaluació regulats fins avui.
Aquesta renovació educativa es posa en pràctica des del curs 2012-2013 i es concreta en el desenvolupament d'unes competències específiques i transversals que han de permetre als alumnes, com a protagonistes i reguladors del seu aprenentatge, intervenir en els diferents àmbits de la vida: el personal, l'interpersonal, el social i el professional. El PERMSEA s'està implementant de manera progressiva a tota l'educació bàsica obligatòria des del curs 2013-2014. El curs 2017-2018, s'inicia la implementació en el nivell de batxillerat així com la definició del model de la formació professional.
El projecte PERMSEA treballa de forma coordinada sobre els eixos i línies d'actuació prioritària per a la renovació i millora del Sistema Educatiu Andorrà, amb el consens i compromís de tots els agents de la comunitat educativa i des d'una visió de futur compartida.

## Història
Tot comença amb un plantejament del Ministeri d'Educació d'Andorra que veu la necessitat de proposar un canvi en el Sistema Educatiu Andorrà (SEA). El principal objectiu d'aquest canvi és educar els alumnes perquè desenvolupin un perfil de ciutadans cada vegada més competents, amb una molt bona capacitat d'adaptació als canvis constants de la societat.
El projecte PERMSEA (Pla Estratègic de Renovació i Millora del Sistema Educatiu Andorrà) es crea l'any 2010, pel curs 2010-2011, i el seu principal objectiu és el treball per competències en totes les assignatures, i la utilització de l'Aprenentatge Basat en Problemes (APB).
Es va començar a aplicar al curs 2012-2013 en el primer curs de segona ensenyança de forma progressiva, i s'ha anat implementant a les diferents aules del Sistema Educatiu Andorrà.
L'any 2017-2018 s'implanta aquest format d'aprenentatge al nivell de batxillerat de l'Escola Andorrana, així com la definició del model de la formació professional.

## Objectius
El Pla Estratègic de Renovació i Millora del Sistema Educatiu Andorrà ha estat posat en pràctica pel Ministeri d'Educació d'Andorra amb l'objectiu desenvolupar un perfil de ciutadans cada vegada més competents, amb una capacitat d'adaptació als canvis constants als quals està sotmès i amb el convenciment que alinear-nos amb els nous corrents en polítiques europees és el camí a seguir. Per aconseguir aquest objectiu, el Ministeri d'Educació d'Andorra, posa l'alumne al centre del PERMSEA, on aquest últim ha d'aconseguir desenvolupar les competències demanades pel Ministeri. Aquest sistema atribueix un paper rellevant al desenvolupament de les competències i a la capacitat d'actuar eficaçment en situacions reals diverses i complexes gràcies als coneixements, habilitats i experiència adquirits, la qual cosa transforma els processos d'ensenyament, aprenentatge i avaluació regulats fins avui.

## Canvis
La implantació d'aquest sistema educatiu ha mostrat grans canvis comparats al sistema educatiu tradicional.
Per començar, les avaluacions no sempre es faran amb exàmens notats. Amb aquest sistema, l'alumne ja no serà una nota. Per avaluar, els mestres analitzaran l'evolució dels alumnes durant els projectes i durant els cicles. Per això, són previstos cinc tipus d'avaluacions. De forma seqüencial es fa servir l'avaluació inicial, seguit de l'avaluació continuada i l'avaluació final. Després els alumnes tindran avaluacions de final de cicle i avaluacions en acabar l'ensenyament obligatori.
Un altre punt que ha canviat ha sigut el suport d'estudi. El PERMSEA treu la gran part dels llibres de text. El suport passarà a ser la tecnologia. Cada alumne disposarà d'un Ipad per treballar a classe. Aquest canvi ha sigut posat en pràctica mirant cap endavant, mirant al futur al qual ens dirigim. Vist que cada vegada la tecnologia està més desenvolupada, aquest sistema vol que la futura societat tingui nocions de la tecnologia. D'altra banda, ja no es treballarà per assignatures. Amb el PERMSEA, es treballa per projectes. Els alumnes tindran un tronc comú d'assignatures (filosofia, català, anglès i educació física), un projecte de recerca i un d'actuació i servei (en benefici de la societat), que hauran de desenvolupar durant els dos cursos. Les assignatures han de permetre als alumnes continuar amb el seu projecte. Els joves també hauran d'escollir d'entre diferents paquets d'assignatures, almenys una de cadascun, amb la voluntat de garantir una globalitat en la seva formació. A més, el mestre ja no ensenya les coses. Ell ha d'aprendre amb els alumnes. El paper del mestre consisteix a ajudar els alumnes en cas que no sàpiguen com continuar amb el projecte. Però no ha d'ajudar donant la resposta, sinó donant una pista o realitzant una o més activitats a classe per treure el dubte als alumnes i així puguin continuar amb el projecte.
El curs 2017-2018 s'introdueix el Permsea (el Pla estratègic per a la renovació i millora del sistema educatiu andorrà) al batxillerat. Això suposarà un canvi radical respecte al model tradicional que s'ha aplicat fins ara. Així, i tal com ha explicat la coordinadora del Permsea, Marie Pagès, els alumnes tindran un tronc comú d'assignatures (filosofia, català, anglès i educació física), un projecte de recerca i un d'actuació i servei (en benefici de la societat), que hauran de desenvolupar durant els dos cursos. Els joves també hauran d'escollir d'entre diferents paquets d'assignatures, almenys una de cadascun, amb la voluntat de garantir una globalitat en la seva formació. També desapareixen les notes numèriques de les assignatures. El Permsea ja és una realitat a tota la segona ensenyança i a 5è i 6è de primera ensenyança. Al curs 2019-20 s'introduirà a 3r i 4t de primera ensenyança, així com a la formació professional. La intenció és que el nou model ja estigui establert a tota l'oferta formativa andorrana del país (a excepció de maternal) el setembre del 2021. 

## Pla Estratègic per a la Renovació i Millora del Sistema Educatiu Andorrà (Els 7 principis de l'aprenentatge)
1. L'alumnat és el centre de l'aprenentatge: L'entorn d'aprenentatge reconeix que els alumnes són els protagonistes, n'estimula el compromís actiu i els ajuda a comprendre la seva pròpia activitat com a alumnes.
2. L'aprenentatge és de naturalesa social: L'aprenentatge es fonamenta en la naturalesa social del procés d'aprendre i fomenta activament l'aprenentatge cooperatiu ben organitzat.
3. Les emocions son part integral de l'aprenentatge: És fonamental què els docents estiguin en sintonia amb les motivacions dels alumnes i amb el paper clau que tenen les emocions en l'assoliment.
4. L'aprenentatge ha de tenir en compte les diferències individuals: Ha de tenir molt en compte les diferències individuals entre l'alumnat, també el seu coneixement previ.
5. L'esforç de tot l'alumnat és clau per l'aprenentatge: L'entorn d'aprenentatge ha de dissenyar programes què exigeixin a tots, esforç i afany de superació.
6. L'avaluació continua afavoreix l'aprenentatge: Actuar amb expectatives clares i aplicar estratègies d'avaluació coherents. Insistir en el feedback formatiu que ha contribuït en l'aprenentatge.
7. Aprendre és construir connexions horitzontals: Promou la Connectivitat horitzontal entre àrees de coneixement i matèries, també amb la comunitat i el món en general.[4]

## Metodologia
L'ensenyament per competències trasllada el focus del protagonisme de l'acció educativa, del mestre que ensenya a l'alumne que aprèn i que n'és el veritable protagonista. Aquest enfocament respon a la finalitat educativa de l'escola de formar les persones de manera integral, de manera que desenvolupin competències per a la vida en els diferents àmbits de coneixement i d'intervenció que aquesta presenta: el personal, l'interpersonal, el social i el professional.
Els aprenentatges que fan els alumnes van adreçats a resoldre situacions de la realitat i són el mitjà i no pas l'objecte d'estudi. Es plantegen, doncs, als alumnes situacions de la realitat (complexos ja que hi intervenen continguts de les diferents disciplines) que hauran de resoldre mitjançant la utilització dels recursos i les metodologies aportats des de les diferents disciplines.
El sistema educatiu andorrà defineix les competències com “una actuació o una intervenció que mobilitza i integra un conjunt organitzat de recursos (sabers, sabers fer, capacitats, habilitats, tècniques, suports materials i contextos de realització) per resoldre amb eficàcia una situació complexa o un problema dels diferents àmbits de la vida quotidiana”.
Aquesta definició reforça una sèrie de característiques de les competències que es detallen a continuació i que caldrà considerar a l'hora de planificar el procés d'ensenyament i aprenentatge i l'avaluació.
- Actuació estratègica. L'avaluació de la competència d'un alumne haurà de verificar la capacitat de mobilitzar apropiadament una diversitat de recursos.
- Complexitat. Requereix la capacitat de combinar de manera eficaç un conjunt de recursos amb un objectiu precís. Cal, doncs, confrontar l'alumne amb situacions que sol·licitin la mobilització de recursos en contextos variats.
- Globalitat i integració. Per resoldre situacions complexes, l'alumne recorre a una diversitat de recursos que no són exclusivament els apresos en el context escolar (recursos lligats a la seva personalitat, als seus àmbits d'interès, als aprenentatges fets fora del context escolar, etc). L'avaluació ha de tenir en compte tots els recursos que mobilitza l'alumne.
- Evolució. Una competència necessita temps per desenvolupar-se i sempre és possible progressar. Consegüentment l'alumne ha de disposar de temps suficient per dur a terme els aprenentatges que li permetin desenvolupar les competències. L'avaluació ha de ser sistemàtica i ha d'estar planificada. La recollida d'evidències s’ha de fer de forma sovintejada i regular al llarg del procés d'ensenyament i aprenentatge, deixant el temps suficient perquè l'alumne hagi pogut avançar en el seu propi procés. Cal establir amb antelació en quins moments es fa aquesta recollida i amb quin objecte. La verificació del nivell de desenvolupament de la competència només es podrà fer al final dels períodes establerts.

Aquesta concepció del fet educatiu ens ha portat a organitzar els espais d'aprenentatge en dos moments diferenciats:
- Les Situacions Globals: Es plantegen la resolució de situacions properes a la realitat, contextualitzades en entorns propers a ells. Impliquen una problemàtica que afecta continguts de diverses disciplines (aprenentatge globalitzat) i que l'alumne haurà de resoldre mobilitzant-los i interrelacionant-los (emprant-los en el context que se li planteja).
- Tallers associats: organitzats per àrees permeten aprofundir en la comprensió, l'exercitació i la memorització dels recursos (continguts) que han aparegut de manera significativa i contextualitzada en la situació global i que necessitarà per resoldre-la.

Atès que una de les competències que han de desenvolupar els alumnes és la de treballar de manera cooperativa la classe s'organitza en molts moments en equips cooperatius fixos. Mitjançant el programa Cooperar per aprendre i aprendre a cooperar aprenen que quan treballem de manera cooperativa aprenem més i millor, aprenen a gestionar els equips de manera que la participació sigui equitativa i també que hi hagi interacció mútua així com a cooperar  amb els altres per millorar col·lectivament i individualment.

## Funcions d'avaluació
L'avaluació té com a objectiu donar suport a l'alumne en l'adquisició de coneixements i en el desenvolupament de les seves competències. Aquesta avaluació ha d'estar integrada en el procés d'ensenyament i aprenentatge de manera que permeti una regulació dels aprenentatges tant per part de l'alumne (autoavaluació i coavaluació) com per part del docent (regulació interactiva, regulació retroactiva i regulació proactiva).
La funció reguladora té dos vessants:
- L’avaluació diagnòstica permet detectar els punts forts i els punts febles de l'alumne per adaptar el procés d'ensenyament i aprenentatge a les seves necessitats. A més a més, permet que el mateix alumne prengui consciència dels seus punts forts, punts febles i les seves pròpies dificultats per fer-hi front, o sigui que aprengui dels errors.
- L'avaluació formativa requereix el seguiment continu del procés d'ensenyament i aprenentatge per establir els mecanismes de regulació durant aquest procés. Per una altra banda, permet orientar l'alumne dins del marc de les situacions d'aprenentatge, al llarg del seu recorregut formatiu, com en finalitzar l'ensenyament obligatori.

Per tant, l'avaluació té com a objectiu fer un balanç dels aprenentatges de l'alumne, tenint en consideració el conjunt d'informacions recollides durant el procés d'aprenentatge. Així doncs els docents interpreten aquestes informacions considerant les expectatives de final de cicle i es pronuncien sobre el nivell de desenvolupament de cada competència.

### Avaluació inicial
L'avaluació inicial seria una part de l'avaluació continuada en un plantejament global de desenvolupament de competències. S’utilitza la informació proporcionada pel darrer equip educatiu i l'informe d'avaluació del cicle anterior. Aquesta informació permet planificar les mesures educatives d'acord amb les necessitats de l'alumne, el seu procés maduratiu, les seves habilitats, la seva aptitud per a l'aprenentatge i la seva motivació.

### Avaluació continuada
En cada unitat els docents han planificat els moments i les activitats en què recullen la informació, l'han registrat en els documents corresponents i n’han fet el seguiment aportant les mesures de regulació que pertoca. En els moments formalment establerts, els membres de l'equip educatiu interpreten la informació registrada al llarg de les unitats per situar l'alumne en el nivell que millor correspon al seu procés de desenvolupament de la competència i regular el procés d'aprenentatge. Aquest procés ha de portar cap al desenvolupament progressiu de la competència per part de l'alumne.

### Avaluació final

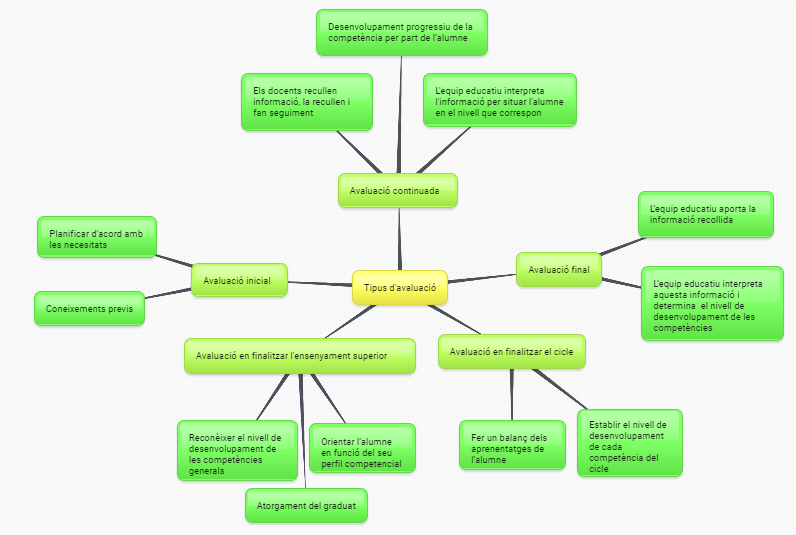
Esquema de les funcions d'avaluació

En finalitzar un cicle, cada membre de l'equip educatiu aporta tota la informació recollida durant el procés i l'equip educatiu sencer interpreta aquesta informació, i determina, per a cada alumne, el nivell de desenvolupament de cada competència específica. 

### L’avaluació en finalitzar un cicle
Al final de cada cicle es duu a terme una avaluació normativa que té com a objectiu fer un balanç dels aprenentatges de l'alumne i establir el nivell de desenvolupament de cada competència d'acord amb les expectatives del cicle.

### L’avaluació en finalitzar l'ensenyament obligatori
La normativa legal en matèria d'educació, estableix l'atorgament del títol de graduat en segona ensenyança en finalitzar l'ensenyament obligatori. Aquesta avaluació normativa i acreditativa té com a objectiu reconèixer el nivell de desenvolupament de les competències generals, prendre decisions en relació amb l'atorgament del graduat i orientar l'alumne en funció del seu perfil competencial.

## Àmbits de formació
Els àmbits de formació corresponen a les problemàtiques pròpies de la societat andorrana actual que els alumnes han d'afrontar en la seva vida quotidiana, i constitueixen els eixos al voltant dels quals es construeix el marc curricular de l'Escola Andorrana. En aquest sentit, els àmbits de formació determinen l'orientació de les competències generals que configuren el perfil de l'alumne i els diversos elements curriculars. 
Els àmbits de formació ajuden, endemés, a posar els alumnes en situació al voltant d'una qüestió que cal identificar, delimitar, examinar, debatre o resoldre. Per aquest motiu, contribueixen a donar sentit i autenticitat a les situacions d'aprenentatge de les unitats de programació, amb l'objectiu que siguin globals i se centrin en una formació per a la vida. A més, també poden orientar les activitats de centre impulsades per la mateixa junta d'escola.
Els àmbits de formació, al voltant dels quals gira el marc curricular de l'Escola Andorrana, són: 
- Orientació i emprenedoria
- Entorn i consum
- Mitjans de comunicació de massa
- Salut i benestar
- Ciutadania i convivència

Els àmbits de formació es retroben en les competències generals que es pretén que l'alumne desenvolupi a cada nivell educatiu. Impregnen les competències específiques, i es despleguen en intencions educatives que han de guiar les accions de tota la comunitat educativa a l'escola.
Cada centre educatiu ha de fer una declaració d'intencions sobre cadascun dels àmbits de formació, planificar a llarg termini el treball sobre aquests àmbits i concretar-lo en plans anuals. Totes les accions que es duguin a terme, tant en horari lectiu com en horari no lectiu, han d'anar relacionades amb un o més àmbits de formació. A més a més, la tria d'aquestes accions ha d'estar justificada per la realitat del centre. L'entorn proper i les oportunitats que ofereix, a nivell d'infraestructures i de capital humà, la realitat social, les administracions, serveis i entitats diverses de la parròquia són elements clau que en guiaran la planificació. És d'importància cabdal que aquest procés sigui un procés participatiu, en què la veu dels alumnes, dels docents, del personal del centre, dels pares, en definitiva, de tota la comunitat educativa sigui escoltada i es tingui en compte

## Finalitats transversals del Sistema Educatiu Andorrà
Pel que fa, al Sistema educatiu andorrà hi ha diferents finalitats transversals:
1. Fomentar el desenvolupament de l'àmbit personal en el sector de la identitat andorrana així com la cultura.
2. Adquirir diferents capacitats per formar part de la societat andorrana.
3. Determinar com a llengua pròpia, el català.
4. Desenvolupar comportaments d'adaptabilitat i autonomia.
5. Proporcionar l'esperit crític i creatiu en un mateix.
6. Fomentar entre els alumnes, la pau, la solidaritat i la cooperació.

### Escola oberta
1. Coordinar l'acció formadora amb altres institucions andorranes de tipus cultural i educatiu.
2. Integrar els elements específics i diferencials amb els elements compartits i universals.
3. Potenciar les relacions amb els sistemes educatius espanyol i francès.
4. Fomentar la participació de tots els sectors de la comunitat educativa.

### Escola integradora / inclusiva
1. Refusar la dicotomia educació ordinària / educació especial.
2. Atendre les diferències entre persones i compensar possibles desigualtats.
3. Adequar l'ajuda pedagògica a les necessitats de l'alumne.

### Escola plurilingüe
1. Formar els alumnes en el domini del català, castellà i francès i en el coneixement d'una quarta llengua, l'anglès.[7]

## Les competències
En el marc curricular, la noció de competència es defineix com una actuació o una intervenció que integra i mobilitza un conjunt organitzat de recursos d'aprenentatge (fets i conceptes, procediments, actituds i valors) per resoldre amb èxit una situació complexa o un problema de la vida quotidiana. Els programes presenten dos tipus diferents de competències en funció del seu caràcter disciplinari o metadisciplinari. 
Així, quan s’estableix una relació directa i evident entre les competències i un àmbit de coneixement concret relacionat amb l'àrea d'aprenentatge, aquestes competències s’anomenen competències específiques. D’altra banda, quan les competències fan referència a aspectes metadisciplinaris que no es relacionen estrictament amb un únic àmbit de coneixement, es denominen competències transversals. 
Cada competència s’acompanya d'una descripció que explica l'acció principal de la competència i la tipologia dels recursos que impliquen (capacitats, coneixements, habilitats i destreses, actituds, valors, etc.), així com les accions i recursos que presenta cadascuna de les diverses dimensions de la competència. 

### Competències Específiques
El desenvolupament de les competències específiques implica la mobilització, per part dels alumnes, de tota una sèrie de recursos relacionats amb un àmbit de coneixement concret per tal de resoldre situacions o problemàtiques. D’altra banda, el desenvolupament de les competències transversals implica la mobilització de recursos relacionats amb diversos àmbits de coneixement que són igualment imprescindibles per resoldre situacions.

### Competències Transversals
Les competències transversals només poden ser desenvolupades si totes les àrees o assignatures implicades assumeixen el seu treball sistemàtic d'aplicació i d'exercitació.

## Ús de les tecnologies en l'ambit educatiu
Utilitzar les noves tecnologies fa comprendre als alumnes que aquestes estan enfocades a l'àmbit de la docència i amb l'ajuda d'aquests dispositius poden aprendre moltes coses. Actualment els alumnes de segona ensenyança i batxillerat disposen d'una tauleta digital per alumne. Mentres que als centres de primària, les tauletes són per grups cooperatius.
A més quasi totes les pissarres són Pissarres Digitals Interactives (PDI) les quals és pot interactuar amb elles.
L'objectiu d'utilitzar les noves tecnologies en l'àmbit educatiu, és afavorir que els alumnes assoleixin la competència digital, motivant-los mitjançant l'ús de tecnologies digitals i mòbils, i promoure'n les vocacions cientifico-tecnològiques, i també donar a conèixer les diferents vies d'integració de les tecnologies digitals a tots els centres educatius.